# Kanagondanahalli, Davanagere
Kanagondanahalli là một làng thuộc tehsil Davanagere, huyện Davanagere, bang Karnataka, Ấn Độ.